# E. Randol Schoenberg
E. Randol Schoenberg (nascido em 1966) é um advogado e genealogista dos Estados Unidos, com sede em Los Angeles, Califórnia. Ele é especializado em casos legais relacionados com a recuperação de obras saqueadas ou roubadas, particularmente as do regime nazista durante o Holocausto .
Schoenberg é amplamente conhecido como uma das figuras centrais do filme A Dama de Ouro, de 2015, que retratou o caso de Maria Altmann contra o governo da Áustria. Schoenberg é retratado pelo ator Ryan Reynolds.

## Início da vida
E. Randol Schoenberg nasceu em 1966. É o neto de dois compositores austríacos: Arnold Schoenberg e Eric Zeisl. Seus pais são Ronald R. Schoenberg e Barbara Zeisl Schoenberg. Sua avó Gertrud Schoenberg era a irmã do violinista Rudolf Kolisch. Sua tia Nuria é a viúva do compositor italiano Luigi Nono.
Schoenberg graduou-se da Universidade de Princeton, em 1988 e recebeu seu grau de J. D. da Universidade do Sul da Califórnia.

## Carreira jurídica
Schoenberg representou Maria Altmann em seu caso para recuperar cinco pinturas pintadas por Gustav Klimt de propriedade de seus familiares Ferdinand e Adele Bloch-Bauer, bem como os "Palais", da casa vienense em que as pinturas foram abrigadas. Altmann ganhou o seu caso perante o Supremo Tribunal dos Estados Unidos contra o governo da Áustria em República da Áustria vs. Altmann, em 2004. Schoenberg operado em uma taxa contingente teria recebido 40% dos rendimentos das pinturas de Klimt, totalizando uma taxa legal de mais de US$ 120 milhões. Ele usou uma parte de sua taxa para financiar a expansão do Museu do Holocausto de Los Angeles.
Schoenberg agiu para os réus no caso de Yahoo! Inc. contra La Ligue Contre Le racisme et l'antisemitisme (LICRA), no Tribunal de Apelações dos Estados Unidos para o Nono Circuito. 
Em 2016 Schoenberg entrou com um processo para obter a liberação do mandado de busca obtido pelo FBI contra Hillary Clinton. 
Em abril de 2015, Schoenberg era advogado de uma pequena firma de advocacia Burris, Schoenberg & Walden, LLP, e professor na Universidade do Sul da Califórnia . Ele costumava ser um associado dos escritórios Fried Frank e Katten Muchin . Ele foi premiado como "Advogado do Ano", na Califórnia, em 2007 para a realização excepcional na prática de litígios.

## Filantropia e genealogia
Schoenberg serviu como presidente do Museu do Holocausto de Los Angeles de 2005 a 2015. Ele é um genealogista ávido e atua como curador voluntário do Geni.com, um de seus usuários mais ativos, gerenciando mais de 150.000 perfis. É membro do conselho da JewishGen e co-fundador do seu Grupo de Interesse Especial Áustrio-Checa. Ele administra os Projetos de DNA da Árvore Genealógica de Schoenberg e Zeisl. Ele é o autor do Guia para Iniciantes da Genealogia Austríaca-Judaica e o co-autor de Começando com a Genealogia Checo-Judaica.

## Vida pessoal
Schoenberg reside em Brentwood , Los Angeles, Califórnia, com sua esposa, Pamela Mayers-Schoenberg. Eles têm dois filhos, Joseph e Nathan, e uma filha, Dora. Sua esposa trabalha em uma galeria de fotografia contemporânea. Ela é a filha dos proprietários da empresa Mayers Electrical Supply, e é de Cincinnati, Ohio.[carece de fontes?]